# Ангелы Чарли (фильм, 2019)
«А́нгелы Ча́рли» (англ. Charlie's Angels) — американский комедийный боевик Элизабет Бэнкс, поставленный по сценарию само́й Бэнкс, Джея Басу и Семи Челлас. Главные роли в фильме исполняют Кристен Стюарт, Наоми Скотт и Элла Балинска. Фильм является продолжением одноимённого телесериала и третьим полнометражным фильмом медиафраншизы «Ангелы Чарли». Фильм вышел в прокат США 15 ноября 2019 года.

## Сюжет
Пара Ангелов Чарли (Сабина и Джейн) захватывают в Рио-де-Жанейро международного контрабандиста Джонни Смита и через старшего и уважаемого сотрудника организации Джона Босли передают его правительству США.
Проходит год. Джона Босли провожают на пенсию и большое количество других Босли из филиалов организации со всех стран мира, присутствуют при его отставке (кто-то лично, кто-то через видеосвязь), выражая свое почтение. Чарли через традиционное радио тоже присоединяется к напутственным словам. Однако через некоторое время Джон находит на себе маячок, имплантированный в него Сьюзан Босли, одной из новых замен на его место.
В это время в Европе, в Гамбурге, предприниматель Александр Брок готовится презентовать миру своё новое устройство «Каллисто», которое, обладая весьма компактными размерами, способно обеспечивать энергией огромные многоэтажные здания. Его программистка, Елена Хофлин, обращается к своему руководителю, Питеру Флемингу, главе отдела развития, говоря, что у «Каллисто» есть уязвимость, позволяющая любому хакеру превратить устройство в электромагнитную бомбу, способную убивать людей и выводить из строя электронику. Она просит время, чтоб быстро исправить уязвимость, но Флемминг не соглашается, говоря, что это всего лишь гипотеза, а продукт надо срочно выпускать на рынок. Подобрав внезапно найденную на полу визитку частного охранного агентства (которое является прикрытием для Ангелов Чарли), она обращается к Эгдару Босли, новому начальнику Сабины и Джейн, к которому Джейн очень привязана. Елена рассказывает Эгдару о ситуации, и тут на них нападает наемный убийца по имени Ходак, которому удается убить Эдгара и скинуть машину с Еленой и Джейн в реку, нейтрализовав Сабину. Впрочем, Джейн вытаскивает Елену и доставляет к Сьюзан Босли, их новому начальнику.
Выяснив, что у Елены пропали доступы в её компании, Ангелы делают вывод, что ее заказали изнутри компании. Сьюзан поручает Ангелам проникнуть в корпоративную штаб-квартиру Брока, чтобы украсть оставшиеся прототипы Каллисто, прежде чем их запустят в массовое производство. Елена, чтоб помочь, присоединяется к ним. Они находит одно из устройств, но вынуждены использовать его, чтобы сбежать, убив (или травмировав) при этом охранника. Другие прототипы уже пропали, и становится понятно, что их выкрал Флеминг, подставив Елену. Сьюзан прослеживает его до Стамбула, а Джейн (бывшая оперативница британской спецслужбы МИ-6) использует один из своих старых разведывательных контактов, чтобы найти Флеминга. Они выслеживают его до старого завода, и с удивлением видят, что Джонни Смит, который должен был находиться в тюрьме, покупает Каллисто у Флемминга. Присутствующий на продаже Ходак убивает Флеминга, когда выясняется, что тот не умеет активировать Каллисто для использования как оружие. Завязывается драка, а Сьюзан внезапно уезжает в неизвестном направлении, что позволяет Джонни и Ходаку сбежать с прототипами.
Вернувшись в свое убежище, Сабина высказывает Джейн предположение, что Сьюзан тайно работает против агентства и манипулировала ими, чтобы украсть Каллисто для ее собственной выгоды. Убежище взрывают, а когда появляется Сьюзан, появляется Джон Босли и стреляет в нее, забирая Елену с собой, чтоб спасти, думая, что Сабина и Джейн мертвы. Однако они всё ещё живы, и когда появляется выжившая Сьюзан, та все им объясняет: это Джон настоящий предатель, потративший последние несколько десятилетий на то, чтобы тайно построить свою собственную сеть в агентстве.
Джон берет Елену на вечеринку, устроенную Броком. Брок также находится в союзе с ним, но считает, что это он нанял нечистоплотное агентство для устранения всех своих неприятностей, в частности Флемминга и Елены, не подозревая, что Джон намеревается использовать Каллисто как оружие. Используя в качестве заложника Ленгстона, друга-ученого Елены, Джон заставляет ее дать доступ и запрограммировать устройство Каллисто, чтобы убить их обоих. Ангелы, узнав все о плане Джона от Джонни Смита (который был еще и информатором Сьюзанн), появляются и спасают Елену и Лэнгстона. Джейн в схватке с Ходаком скидывает его с галереи второго этажа на ледяной шип, убивая его. Сьюзан и Ангелов окружают большое количество людей Джона и он сам. Джон признается, что стал на другую сторону, когда после смерти Чарли его не назначили новым Чарли, несмотря на все то, что он сделал для Ангелов. После того, как свет ненадолго гаснет, все люди Джона оказываются на полу — их вырубили другие Ангелы Чарли, которые в большом количестве присутствовали на вечеринке, под видом гостей. Сабина нокаутирует Джона. Брок арестован, а Джейн и Лэнгстон собираются начинать отношения.
Елене предлагают стать Ангелом, и по ходу титров она проходит обучение (обучают ее звезды второй величины, что намекает на то, что многие кумиры молодежи тоже могут быть Ангелами под прикрытием), отлично справляясь. Также во время титров показывают руки нового Чарли — это пожилая женщина, использующая модулятор голоса оригинального Чарли.

## В ролях
- Кристен Стюарт — Сабина Уилсон
- Наоми Скотт — Елена Хаффлин
- Элла Балинска — Джейн Кано
- Элизабет Бэнкс — Ребекка Босли
- Сэм Клафлин — Александэр Брок
- Ной Сентинео — Лэнгстон
- Патрик Стюарт — Джон Босли
- Луис Герардо Мендес — Святой
- Магдалена Тэн — Эшли Ремокуилло
- Джонатан Такер — Ходэк
- Крис Пэнг — Джонни Смит
- Нат Факсон — Питер Флеминг

## Производство
15 сентября 2015 года было объявлено о том, что компания Sony Pictures Entertainment перезапустит медиафраншизу «Ангелы Чарли», а Элизабет Бэнкс ведёт переговоры о том, чтобы режиссировать фильм. Бэнкс также будет продюсировать фильм вместе с её партнёром по Brownstone Productions Максом Хэнделманом. 16 декабря 2015 года Sony наняла Эвана Спилиотопулоса для того, чтобы написать сценарий фильма-перезапуска.
В июле 2018 года было объявлено о том, что Кристен Стюарт, Наоми Скотт и Элла Балинска сыграют ведущую троицу бойцовской команды, и что Бэнкс будет участвовать в качестве их незримого начальника по имени Босли, и владельца детективного агентства Чарли Таунсенда. Даг Белград также будет продюсировать фильм вместе с Элизабет Кантильон, Бэнкс и Хэнделманом через свою компанию 2.0 Entertainment, в то время как Бэнкс и Джей Басу будут работать над сценарием с использованием ранних черновиков, написанных Крэйгом Мазиным и Семи Челлас. В сентябре Патрик Стюарт был приглашён играть Босли в фильме с участием нескольких персонажей по имени Босли. В том же месяце Луис Герардо Мендес и Джонатан Такер присоединились к актёрскому составу фильма вместе с Джимоном Хонсу, который должен был играть ещё одного Босли. В октябре 2018 года Сэм Клафлин и Ной Сентинео присоединились к актёрскому составу фильма.
Съёмочный период фильма начался 24 сентября 2018 года.
Со 2-го по 7 октября 2018 года съёмки фильма проходили в Эльбской филармонии в Гамбурге (Германия). С декабря 2018 года заключительные съемки фильма проходили на базаре в Стамбуле, Турция.
Впоследствии было раскрыто, что на самом деле фильм является не перезапуском, а продолжением франшизы, имея в сюжете упоминания как первых двух фильмов, так и телесериала. Кроме того, в число продюсеров вернулись Дрю Берримор (также звезда первых двух частей) и Леонард Голдберг (продюсер всей франшизы).

## Выход
Компания Columbia Pictures наметила выпуск фильма на 27 сентября 2019 года, однако впоследствии изменила его на 1 ноября 2019 года. Ранее выпуск фильма был намечен на 7 июня 2019 года. В итоге премьера состоялась 15 ноября (в России и Австралии —14 ноября). Сборы за первый уик-энд оказались ощутимо меньше ожидаемых; режиссёр фильма Элизабет Бэнкс объяснила это царящими в обществе «мужскими стереотипами».